# Fulco I de Anjou
Fulco I de Anjou (c. 870 - 942), llamado el Rojo (le Roux), fue vizconde de Angers (898-930) y el primer Conde de Anjou desde 930 hasta su muerte, así como conde de Nantes (909-919).

## Vida
Hijo del vizconde de Angers, Ingelger de Angers y Aelendis, fue un gobernante belicoso y ambicioso y llevó una vida licenciosa.
Fulco es citado, como vizconde de Angers y de Tours, en algunos documentos de finales del siglo IX.
En 909, a la muerte del rey de Bretaña, Alano I el Grande, el vizcondado de Tours fue concedida a Teobaldo I de Blois, mientras a Fulco le correspondió el condado de Nantes, con el encargo de combatir tanto a los Vikingos como a los Bretones. 
Nantes fue conquistada por los Vikingos, en 914, y Fulco renunció a sus derechos, en 919, aunque mantuvo el título de conde que se le reconoció oficialmente en 930, cuando su señor, el duque de los Francos y conde de París, Hugo el Grande, le atribuyó el título en uno de sus documentos. 
Fulco se pasó la mayor parte de su vida combatiendo a los Vikingos y a los Bretones.
Fulco es citado en un documento, por última vez, en agosto de 941, junto a su hijo, Fulco II. 
No se conoce la fecha exacta de la muerte de Fulco I, pero presumiblemente fue entre 941 y 942. Le sucedió su hijo Fulco II.

## Matrimonio e hijos
Casado con Roscila de Loches, tuvo varios hijos:
- Ingelger, muerto en 929.
- Guido de Anjou, canónigo de San Martín de Tours, obispo de Soissons (937-973).
- Fulco II de Anjou, conde de Anjou (942-958).
- Roscila de Anjou, casada con Alano I de Bretaña.